# Cerniaz

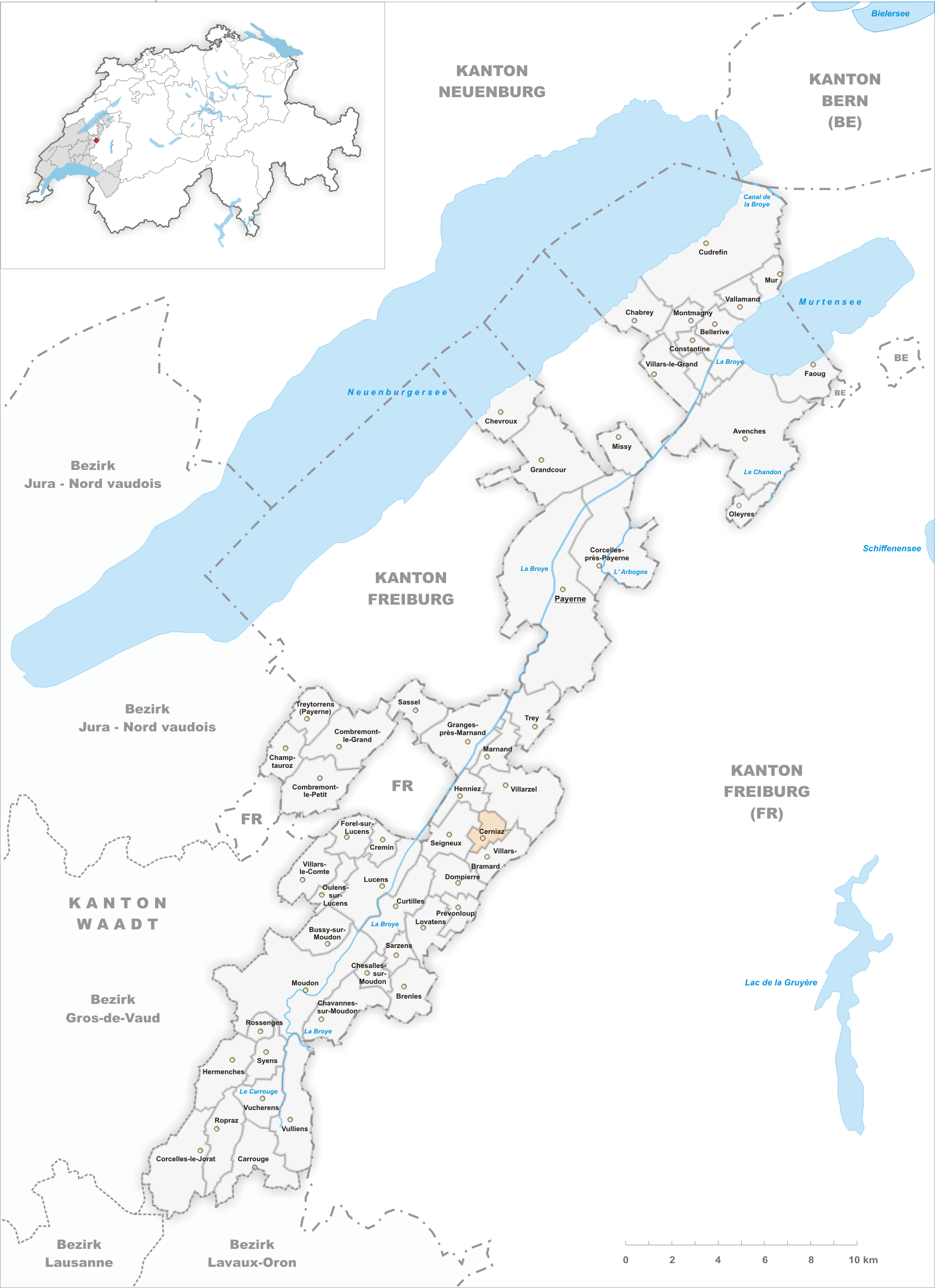
Gemeindestand vor der Fusion am 30. Juni 2011

Cerniaz (VD) ([sɛʀnja], im einheimischen Dialekt: [θɛrˈnja]) war bis zur Fusion mit einigen Nachbargemeinden zu Valbroye am 1. Juli 2011 eine politische Gemeinde im Kreis Granges-près-Marnand des Distrikts Broye-Vully im Schweizer Kanton Waadt.
Das Kantonskürzel VD wird von den Schweizer Bundesbehörden verwendet, um Cerniaz vom homophonen Freiburger Dorf und ehemaligen Gemeinde Cerniat zu unterscheiden.

## Geographie
Cerniaz liegt auf 687 m ü. M., elf Kilometer südsüdwestlich des Bezirkshauptorts Payerne (Luftlinie). Das Strassendorf erstreckt sich auf einer Geländeterrasse am oberen östlichen Talhang der Broye, im östlichen Waadtländer Mittelland.
Die Fläche des 1,8 km² grossen ehemaligen Gemeindegebiets umfasst einen Abschnitt des Hügellandes zwischen dem Broyetal und dem Glânetal. Das ganze Gebiet liegt an einem Hang, der gegen Nordwesten zur Broye abfällt. Dieser Hang wird durch das tief in die Molasseschichten eingeschnittene Kerbtal der Trémeule entzweigeteilt. Auf der Höhe La Careime wird mit 751 m ü. M. der höchste Punkt von Cerniaz erreicht. Von der Gemeindefläche entfielen 1997 4 % auf Siedlungen, 19 % auf Wald und Gehölze und 77 % auf Landwirtschaft.
Zur Gemeinde Cerniaz gehörten der Weiler La Ville (700 m ü. M.) oberhalb des Dorfes und einige Einzelhöfe. Nachbargemeinden von Cerniaz waren Villarzel, Villars-Bramard, Seigneux und Henniez.

## Bevölkerung
Mit 55 Einwohnern (Stand 31. Dezember 2010) gehörte Cerniaz zu den kleinsten Gemeinden des Kantons Waadt. Von den Bewohnern sind 98,4 % französischsprachig und 1,6 % deutschsprachig (Stand 2000). Die Bevölkerungszahl von Cerniaz belief sich 1870 auf 173 Einwohner, 1900 noch auf 145 Einwohner. Nachdem die Bevölkerung bis 1990 um weitere 60 % auf 56 Personen abgenommen hatte, blieb die Einwohnerzahl seither praktisch stabil.

## Wirtschaft
Cerniaz lebt noch heute hauptsächlich von der Landwirtschaft, insbesondere vom Ackerbau und von der Viehzucht. Ausserhalb des primären Sektors gibt es keine Arbeitsplätze im Dorf. Einige Erwerbstätige sind auch Wegpendler, die in den grösseren Orten in der Umgebung arbeiten.

## Verkehr
Cerniaz liegt abseits der grösseren Durchgangsstrassen an einer Verbindungsstrasse von Marnand nach Romont. Durch einen Postautokurs, der von Payerne nach Romont verkehrt, ist Cerniaz an das Netz des öffentlichen Verkehrs angebunden.

## Geschichte
Das Gemeindegebiet war schon zur Burgunderzeit besiedelt, was durch Funde von Gräbern aus dieser Zeit bezeugt wird. Es wurden auch Überreste eines frühmittelalterlichen Befestigungswerkes entdeckt. Die erste Erwähnung des Orts findet sich 1153 als Sernia in einem Verzeichnis der Besitzungen der Abtei Hauterive. Cerniaz ist eine frankoprovenzalische Entsprechung zum französischen Worte cernée, „durch Rodung frei gewordene Fläche“.
Seit dem Mittelalter unterstand Cerniaz der Gerichtsbarkeit von Villarzel, das wiederum dem Bischof von Lausanne gehörte. Mit der Eroberung der Waadt durch Bern im Jahr 1536 gelangte das Dorf unter die Verwaltung der Vogtei Moudon. Nach dem Zusammenbruch des Ancien Régime gehörte Cerniaz von 1798 bis 1803 während der Helvetik zum Kanton Léman, der anschliessend mit der Inkraftsetzung der Mediationsverfassung im Kanton Waadt aufging. 1798 wurde es dem Bezirk Payerne zugeteilt. Das zur Pfarrei Dompierre gehörende Cerniaz besass im Mittelalter eine Kapelle.